# サタワル語
サタワル語（サタワルご）は、オーストロネシア語族ミクロネシア諸語に属する言語である。ミクロネシア連邦ヤップ州に属するカロリン諸島のサタワル島とその近隣で話されている。